# 원주어리랑 예능보유자 남강연
원주어리랑 예능보유자 남강연은 강원특별자치도 원주시 치악로 1777에 있다. 2019년 12월 2일 원주시의 향토문화유산 제43466호로 지정되었다.

## 지정 사유
원주지역의 톡특한 문화를 배경으로 구전되어 내려오는 우리의 구전 민요이며 대표적인 전통문화 켄텐츠인 원주어리랑의 체계적인 전승교육 확대 보급과 지속적인 발전 계승을 위하여 향토문화유산으로 지정한다.

## 같이 보기
- 원주어리랑 종목 - 원주시 향토문화유산 제2015-1호, 2015년 7월 1일 지정
- 원주어리랑보존회(보유단체) - 원주시 향토문화유산 제2016-3호, 2016년 11월 5일 지정